# Рати (бурав)

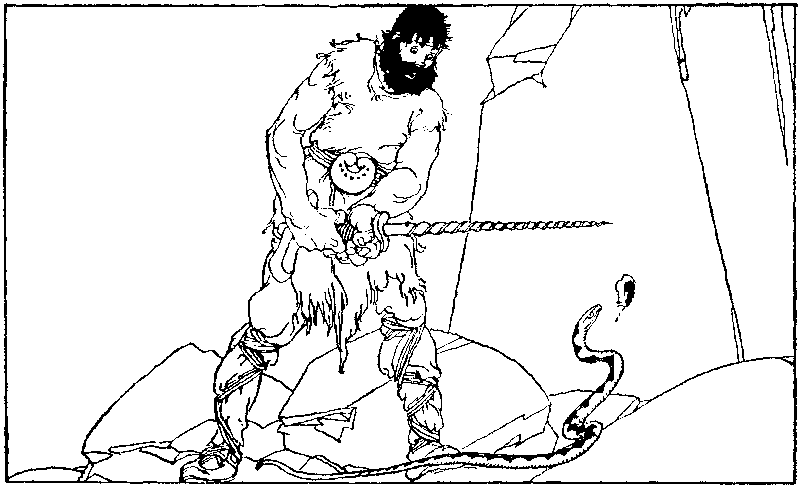
«Один добывает для человечества мёд поэзии» (Odin wins for men the magic mead) худ. Willy Pogany. Ётун Бауги держит бурав, в то время как Один в виде змеи лезет в отверстие.

Рати — в скандинавской мифологии имя бурава, при помощи которого Один добыл мёд поэзии у великана Суттунга (Гуттунга). Согласно разделу Язык Поэзии (Skáldskaparmál) Младшей Эдды, Один подговорил Бауги, брата Суттунга, просверлить гору Хнитбьёрг, в которой мёд хранился. Когда Бауги сказал, что отверстие готово, Один дунул в него и убедился, что ётун обманывает, потому что каменная пыль вылетела ему в лицо. Тогда Один велел сверлить дальше, и при второй проверке пыль ушла внутрь. Обернувшись змеёй, Один вполз в отверстие, а Бауги попытался ткнуть в него буром, но не попал, и Один таким образом подобрался к мёду.